# Artem Filimonow
Artem Denysowycz Filimonow, ukr. Артем Денисович Філімонов (ur. 21 lutego 1994 w Równem) – ukraiński piłkarz, grający na pozycji pomocnika.

## Kariera piłkarska

### Kariera klubowa
Wychowanek klubów Dnipro Dniepropetrowsk i Metalist Charków, barwy których bronił w juniorskich mistrzostwach Ukrainy (DJuFL). 13 sierpnia 2010 debiutował w drużynie rezerw Dnipra Dniepropetrowsk, a od 2011 grał w młodzieżowej drużynie klubu. W końcu lutego 2013 przeszedł do Czornomorca Odessa. Przed rozpoczęciem sezonu 2015/16 został wybrany na kapitana odeskiego klubu. 11 stycznia 2017 podpisał kontrakt z Karpatami Lwów. 30 czerwca 2017 został wypożyczony do cypryjskiego Pafos FC. 16 lutego 2018 za obopólną zgodą kontrakt został anulowany. W marcu 2018 podpisał kontrakt z białoruskim FK Homel. 20 lipca 2018 za obopólną zgodą kontrakt został anulowany. Potem został piłkarzem FK Ventspils.

### Kariera reprezentacyjna
Występował w reprezentacji Ukrainy U-17 i U-19 oraz w młodzieżowej reprezentacji Ukrainy.